# معبد وجوویس
معبد وجوویس (انگلیسی: Temple of Veiovis) در روم باستان معبد خدای وجوویس بود. معبد بین دو بیشه مقدس، یکی در آرکس و دیگری در کاپیتول (رم) (دو قله تپه کاپیتول (رم)) قرار داشت.
مجسمه خدا وجوویس در کنار مجسمه بز ایستاده بود. در همان منطقه پناهگاهی نیز قرار داشت، جایی که طبق افسانه‌ها، رومولوس از فراریان سایر مناطق منطقه لاتیوم پذیرایی کرد تا شهر جدیدی را که خود تأسیس کرده بود، با پناهندگان سیاسی، بردگان فراری، آباد کند. لاتین‌ها و اتروسک‌ها، و همان‌طور که فلوروس می‌گوید، فریگیه‌ها و آرکادی‌ها.